# Vincent Trocheck
Vincent Trocheck (* 11. Juli 1993 in Pittsburgh, Pennsylvania) ist ein US-amerikanischer Eishockeyspieler, der seit Juli 2022 bei den New York Rangers in der National Hockey League unter Vertrag steht. Zuvor verbrachte der Center über sieben Jahre in der Organisation der Florida Panthers und spielte zwei Saisons für die Carolina Hurricanes.

## Karriere

### Jugend
Vincent Trocheck wurde in Pittsburgh geboren und spielte in seiner Jugend für die dort ansässigen South Hills Panthers, Pittsburgh Predators und Pittsburgh Hornets. Im Alter von 13 Jahren verließ er seine Heimat und war fortan für die Detroit Little Caesars im knapp 450 Kilometer entfernten Detroit aktiv. Während sein Vater in den ersten zwei Jahren zwischen Pittsburgh und Detroit pendelte, zog die Familie im dritten Jahr nach Detroit.

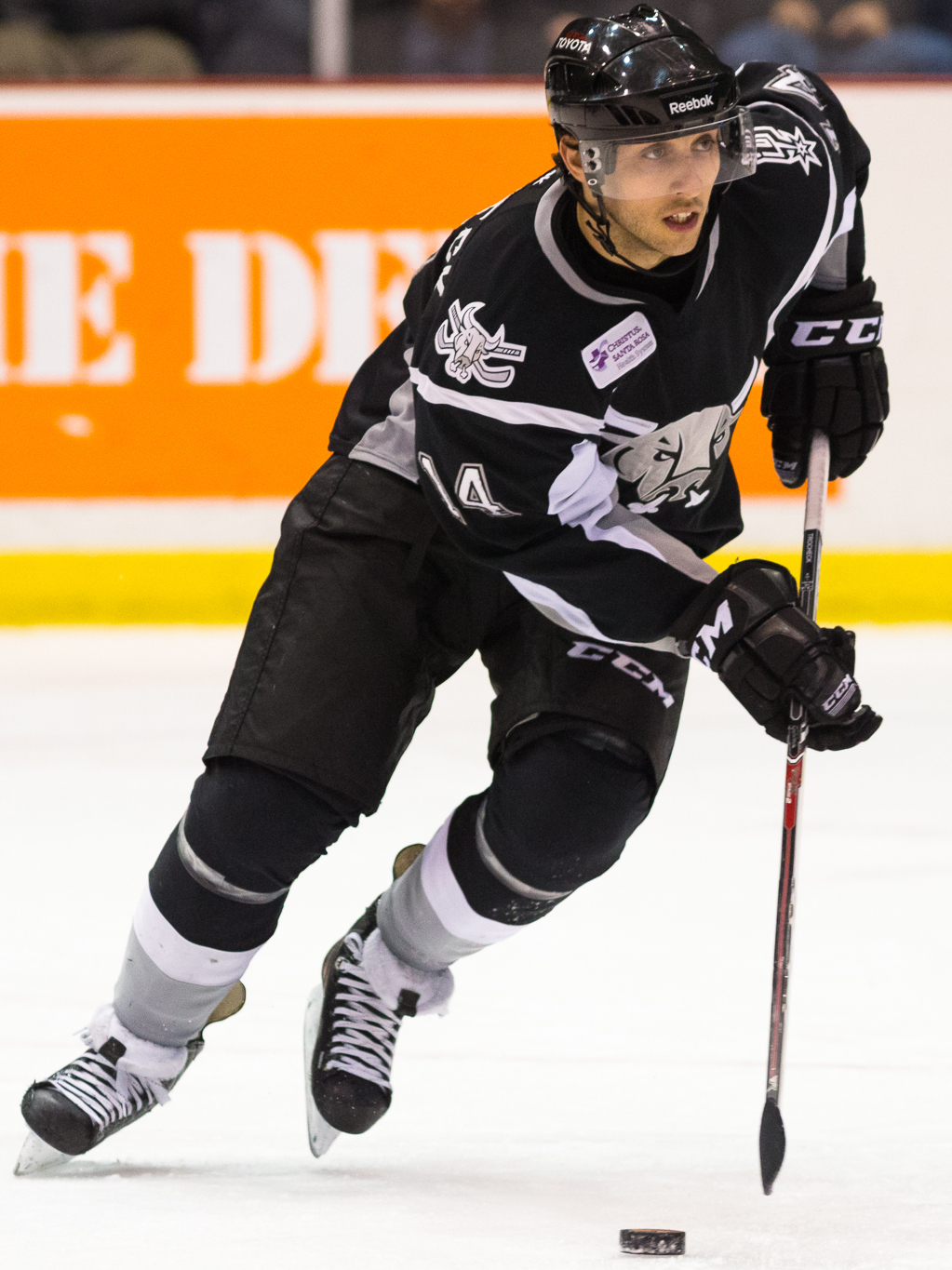
Trocheck im Trikot der San Antonio Rampage (2013)

Im Jahr 2009 wurde der Angreifer in der Priority Selection der Ontario Hockey League (OHL) von den Saginaw Spirit an 24. Position ausgewählt, für die er mit Beginn der Saison 2009/10 in der OHL auflief. Währenddessen wohnte sein Vater mit ihm in Saginaw; der Rest der Familie kehrte nach Pittsburgh zurück. In seiner Rookie-Saison kam der Center auf 43 Scorerpunkte in 68 Spielen, eine Statistik, die er bereits im Folgejahr deutlich auf 62 Punkte aus 68 Spielen steigerte und in der Folge zum CHL Top Prospects Game 2011 eingeladen wurde. Nach der 2010/11 wurde er im NHL Entry Draft 2011 an 64. Position von den Florida Panthers ausgewählt, verblieb jedoch vorerst erwartungsgemäß in der OHL.
Der Durchbruch gelang Trocheck in seinem letzten OHL-Jahr, das er zu etwa gleichen Teilen bei den Spirit und den Plymouth Whalers, die ihn für drei Draft-Wahlrechte und Zach Bratina verpflichteten, verbrachte. Insgesamt erzielte dem Center in der Spielzeit 50 Tore und 59 Assists in 63 Spielen, wodurch er mit der Eddie Powers Memorial Trophy als bester Scorer der OHL ausgezeichnet wurde. Darüber hinaus erreichte er die beste Plus/Minus-Statistik der Liga (+49), erhielt die Red Tilson Trophy als wertvollster Spieler und wurde ins OHL First All-Star Team gewählt. Außerdem vertrat er sein Heimatland erstmals auf internationalem Niveau, als er mit der U20-Nationalmannschaft der Vereinigten Staaten bei der U20-Weltmeisterschaft 2013 die Goldmedaille gewann.

### NHL
Mit Beginn der Saison 2013/14 wechselte Trocheck in die Organisation der Florida Panthers, wobei er vorerst für das Farmteam der Panthers, die San Antonio Rampage, in der American Hockey League zum Einsatz kam. Nachdem er dort in 55 Spielen 42 Punkte beigesteuert hatte, wurde er im März 2014 erstmals ins NHL-Aufgebot berufen und kam bis zum Saisonende noch auf 20 Einsätze in der National Hockey League. Im Anschluss nahm er mit der A-Nationalmannschaft der USA an der Weltmeisterschaft 2014 teil, wo das Team den sechsten Platz belegte.
Bereits die Saison 2014/15 verbrachte der Center zum überwiegenden Teil bei den Panthers in der NHL, bei denen er in 50 Spielen auf 22 Punkte kam und somit zweitbester Rookie-Scorer des Teams wurde. Die Spielzeit 2015/16 begann Trocheck erstmals nicht beim Farmteam der Panthers, sondern erzielte stattdessen in den ersten neun Saisonspielen der NHL neun Scorerpunkte. Er beendete die Saison mit 25 Treffern und somit als zweitbester Torschütze des Teams und wurde im Anschluss mit einem neuen Sechsjahresvertrag ausgestattet, der ihm insgesamt 28,5 Millionen US-Dollar einbringen soll. In der anschließenden off-season nahm er mit dem Team Nordamerika, einer Auswahl aus U23-Spielern Kanadas und der USA, als Nachnominierung für Sean Monahan am World Cup of Hockey 2016 teil.
Mit Beginn der Saison 2017/18 übernahm Trocheck bei den Panthers das Amt des Assistenzkapitäns, bevor er in dieser Spielzeit mit 75 Scorerpunkten seine mit Abstand beste persönliche Statistik erzielte. Innerhalb des Teams, das die Playoffs knapp verpasste, platzierte er sich damit hinter Aleksander Barkov auf Rang zwei.
Nach über sieben Jahren in der Organisation der Panthers wurde Trocheck zur Trade Deadline im Februar 2020 an die Carolina Hurricanes abgegeben. Im Gegenzug wechselten Erik Haula, Lucas Wallmark, Eetu Luostarinen und Chase Priskie nach Florida. Dort war er in der Folge zwei Jahre aktiv, bis sein Vertrag im Sommer 2022 auslief und er sich somit als Free Agent im Juli 2022 den New York Rangers anschloss. Dort unterzeichnete er einen neuen Siebenjahresvertrag, der ihm ein durchschnittliches Jahresgehalt von ca. 5,6 Millionen US-Dollar einbringen soll.

## Erfolge und Auszeichnungen
| - 2011 Teilnahme am CHL Top Prospects Game - 2013 Red Tilson Trophy - 2013 Eddie Powers Memorial Trophy | - 2013 OHL First All-Star Team - 2017 Teilnahme am NHL All-Star Game - 2024 Teilnahme am NHL All-Star Game |

### International
- 2010 Silbermedaille beim Ivan Hlinka Memorial Tournament
- 2013 Goldmedaille bei der U20-Weltmeisterschaft 2013

## Karrierestatistik
Stand: Ende der Saison 2024/25

### International
| Vertrat die USA bei: - Ivan Hlinka Memorial Tournament 2010 - U20-Junioren-Weltmeisterschaft 2013 - Weltmeisterschaft 2014 - 4 Nations Face-Off 2025 | Vertrat Team Nordamerika bei: - World Cup of Hockey 2016 |

(Legende zur Spielerstatistik: Sp oder GP = absolvierte Spiele; T oder G = erzielte Tore; V oder A = erzielte Assists; Pkt oder Pts = erzielte Scorerpunkte; SM oder PIM = erhaltene Strafminuten; +/− = Plus/Minus-Bilanz; PP = erzielte Überzahltore; SH = erzielte Unterzahltore; GW = erzielte Siegtore; 1 Play-downs/Relegation; Kursiv: Statistik nicht vollständig)